# Brandtrekanten
Brandtrekanten er et udtryk indenfor brandslukning, og siges at være vidensgrundlaget for at brandmandsjobbet kan eksistere.
Udtrykket kommer af, at man grundlæggende skal have tre elementer for at ild kan opstå: Ilt, tilstrækkelig varme og brændbart materiale. Disse tre ting illustreres normalt som værende siderne i en trekant. Sammensættes disse elementer, kan ilden opstå – fjernes et af elementerne slukkes ilden (eller kan ikke opstå).

## Forudsætningerne
De tre forudsætninger gennemgås nedenfor:

### Ilt
Hvis der ikke er ilt, kan tingene ikke brænde, da en forbrænding bruger ilt (O2) for at omdanne kulstoffet til CO2.
En undtagelse er acetylen i gasflasker, der rent faktisk kan brænde uden tilført ilt. I disse tilfælde foretages nedkøling fra stor afstand – evt. ved dumpning i sø eller lignende. Dette skyldes, at der opstår et enormt tryk i flasken, der selv længe efter slukning udgør en eksplosionsrisiko.
Ilten kan fjernes med et lufttæt dækken (f.eks. brandtæppe), et iltstoppende lag (f.eks. skum eller pulver) eller ved at fortrænge den iltholdige luft med en ikke-brændbar gasart (f.eks. CO2).
En del brændende metaller (og fyrfadslys) må aldrig slukkes med vand, da det herved kan eksplodere. Benyt så vidt muligt tørt sand eller jord, hvis ikke en egnet pulverslukker er tilgængelig.

### Varme
Tilstrækkelig varme er et relativt begreb, der afgøres af materialets antændelsestemperatur. Man kan blæse masser af ilt hen over et stykke træ, men hvis temperaturen ikke kommer over antændelsespunktet, går der ikke ild i træet.
Varmen fjernes oftest ved at tilføre vand eller specielle slukningsgasser, der samtidigt ofte har en ildkvælende effekt.

### Brændbart materiale
En brand kræver naturligvis et brændbart materiale for at kunne opstå.
Det kan være både svært og farligt at fjerne den del af et møbel, der endnu ikke er brændt ud, men i mange tilfælde kan det lade sig gøre at fjerne det brændbare materiale. Eksempelvis en utæt gas- eller olieslange, hvor en brand slukkes ved at hanen lukkes. En skov- eller markbrand hvor man begrænser ilden ved at fjerne brændbart materiale rundt om branden og derefter kontrollerer udbrændingen af inderområdet.

## Overlappende slukningsmetoder
Mange slukningsmidler har flere egenskaber overfor brandtrekanten. Eksempelvis vil slukningsskum fra en brandbil eller ildslukker både køle materialet og fortrænge ilten. Tilsvarende kan en fin vandtåge delvist fortrænge luften (og dermed ilten) mens den køler, mens en kraftig stråle kan i visse tilfælde bruges til at spule materialet væk.